# José Charlet
Pour les articles homonymes, voir Charlet.
José Charlet, de son vrai nom Joseph Charlet, est un architecte, artiste peintre, sculpteur, graveur et lithographe français, né le 19 octobre 1916 à Bourg-en-Bresse et mort le 19 mars 1993 à Paris 5e.

## Biographie

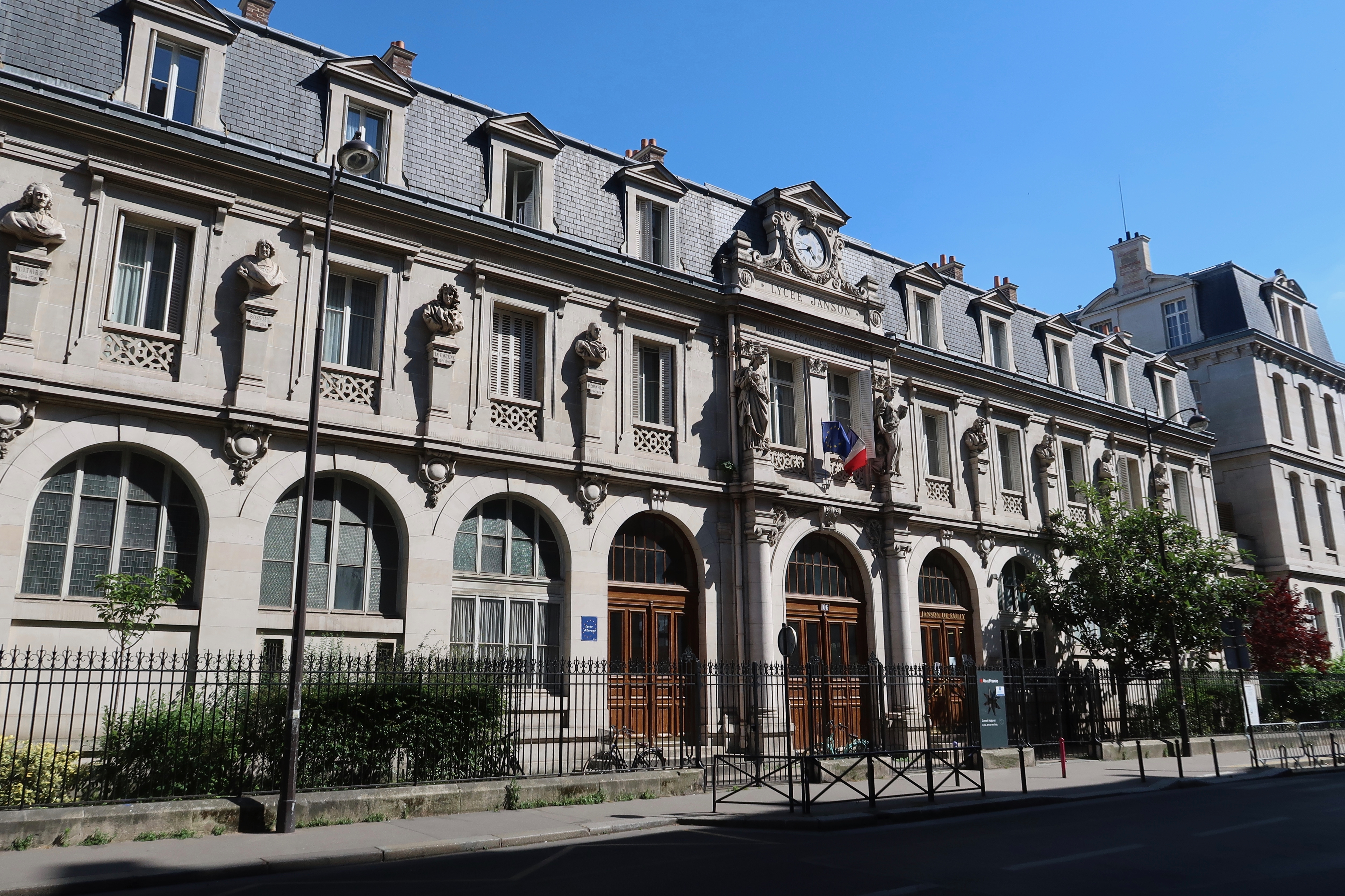
Lycée Janson-de-Sailly, Paris

José Charlet naît à Bourg-en-Bresse du mariage de Gaston René Joseph Charlet, industriel, et d'Élisabeth Laure Bobillier-Chaumont. Après des études secondaires au lycée Janson-de-Sailly à Paris, il est de 1937 à 1943 élève des architectes Georges Gromort et Louis Arretche à l'École nationale supérieure des beaux-arts, en même temps qu'il fréquente l'Institut d'urbanisme de Paris. Après l'obtention de son diplôme d'architecte en juin 1942 (181e promotion) et son admission aux Hautes Études d'architecture en novembre 1943, il effectue en 1945-1946 un voyage d'étude de la polychromie aux États-Unis.
Débutant l'expérience de la gravure en 1944, il aura durablement coutume d'accompagner de la réalisation d'une eau-forte les événements marquants de sa vie (naissances, invitations, vernissages, vœux de nouvel an…).

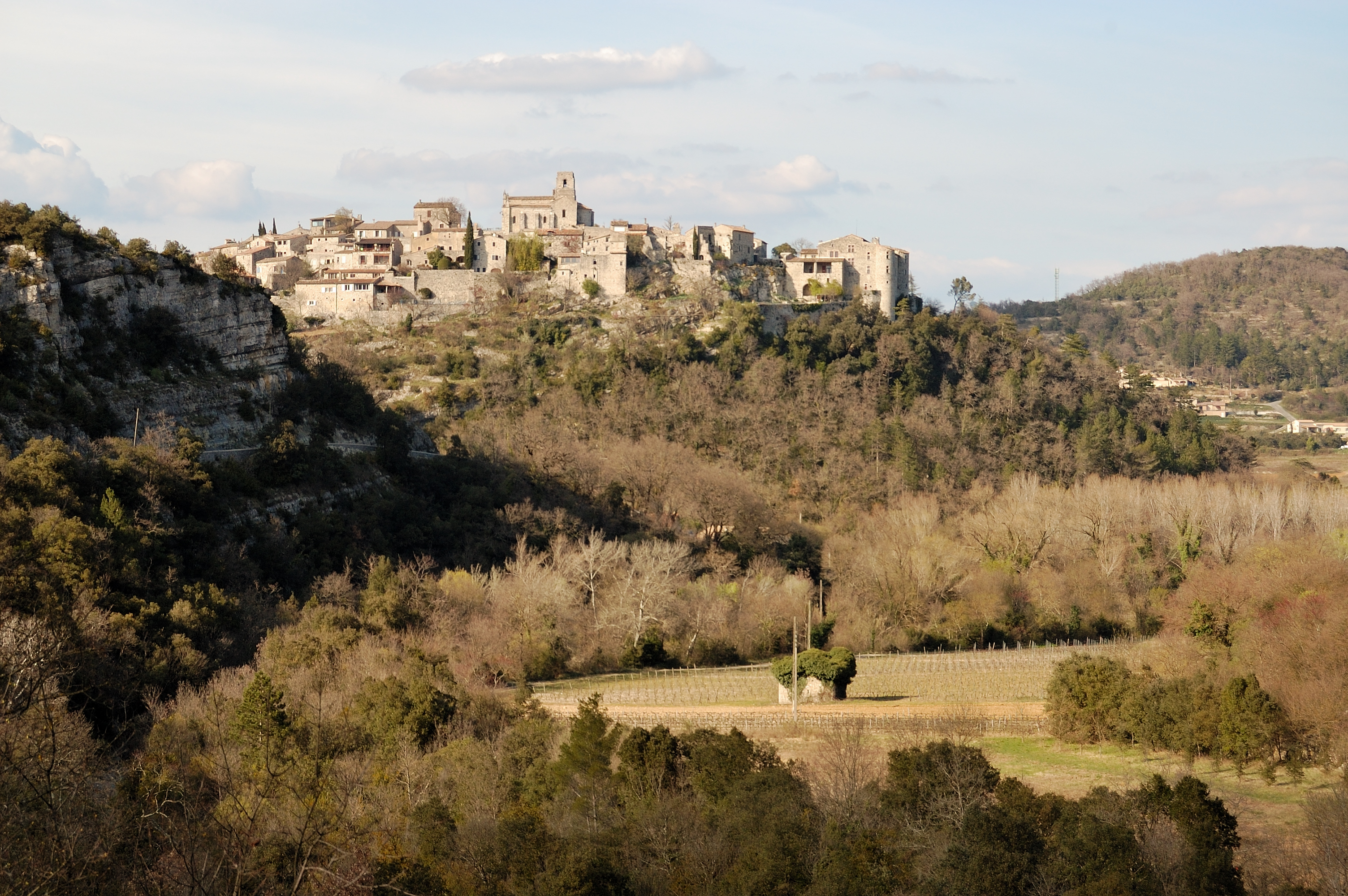
Saint-Thomé (Ardèche).

En 1951, alors qu'il peint dans un registre figuratif, Honorio García Condoy l'encourage à aborder la sculpture qui deviendra rapidement sa discipline majeure. Il travaille alors la pierre, le marbre, le bronze, et surtout le bois.
Installé avec son épouse Suzanne Hoybel (Sotteville-les-Rouen 1920 - Saint-Thomé 2007) - elle aussi architecte - au 37, rue Henri-Barbusse dans le 5e arrondissement de Paris, il acquiert une résidence à Saint-Thomé dans l'Ardèche qu'il a  découvert à la faveur d'un séjour dans le village voisin d'Alba-la-Romaine, où il se lie d'amitié avec Kees van Willigen et Ginés Parra et d'où il épaulera activement, en septembre 1972, la création, à l'initiative d'Hélène Argillies, Norbert Chautard et Pierre Poupin, d'un lieu d'enseignement hors les murs, le Centre de stages des Cévennes qui se revendiquera « le théâtre d'une expérience originale autour de l'architecture, de l'aménagement du territoire et de l'écologie ».

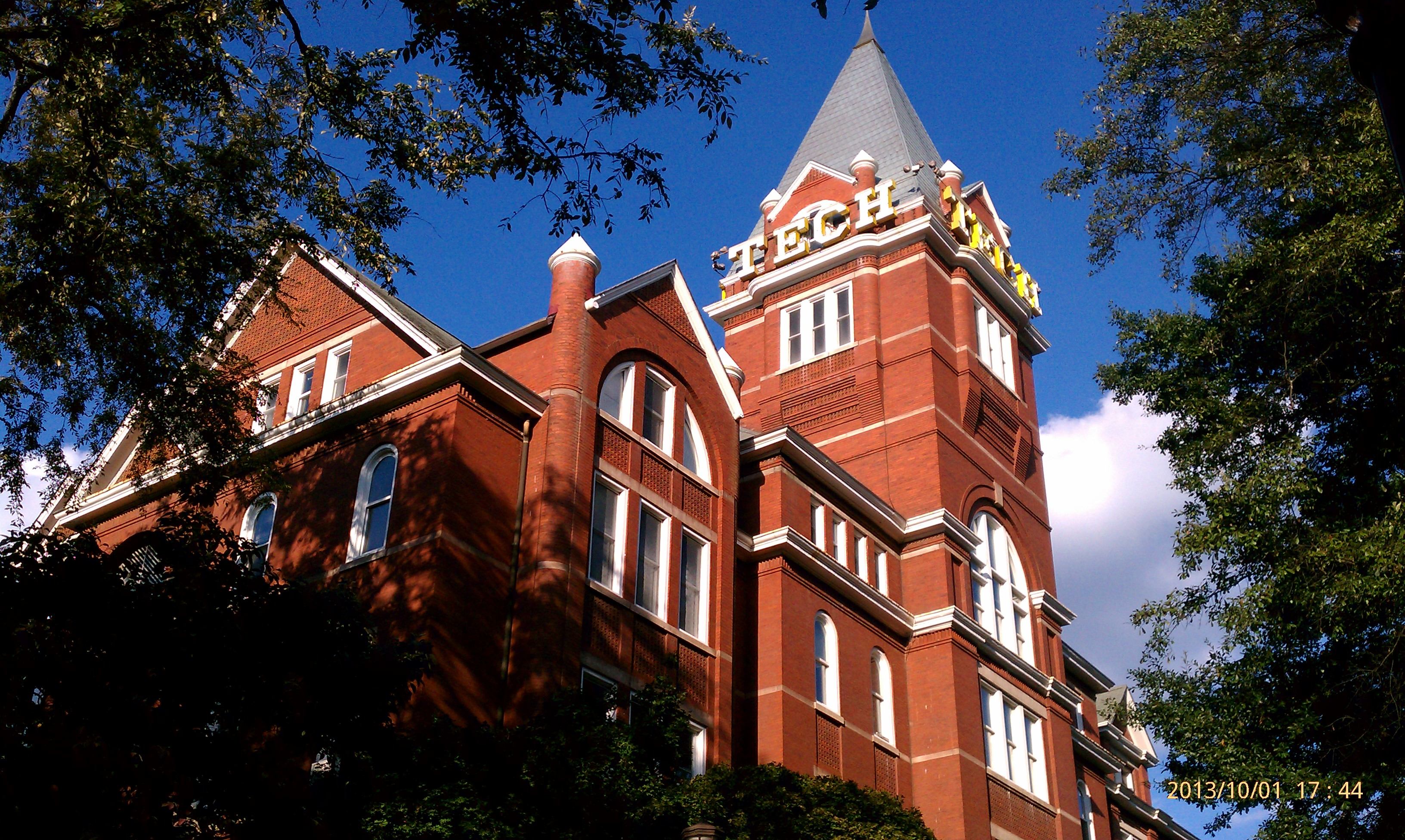
Georgia Institute of Technology, Atlanta.

Il est conférencier chargé du cours d'esthétique comparée à la Schola Cantorum de Paris de 1953 à 1956, professeur d'histoire critique de l'architecture contemporaine à l'École nationale supérieure des beaux-arts en 1967-1968, professeur à l'Unité d'étude et de recherches d'arts plastiques de 1969 à 1972, professeur invité au Georgia Institute of Technology à Atlanta en 1974.

## Œuvre

### Réalisations architecturales
- Usine UOP Flagrance, Méru.
- Centre d'orientation et d'action éducative, Nogent-sur-Marne.

### Médailles
- Apollo 11 - L'homme sur la lune, médaille émaillée en fonte de bronze, 760 grammes, diamètre 125mm ; avers : le LEM posé sur le sol lunaire, les noms des astronautes, les date et heure de l'alunissage ; revers : trace du pied de l'homme sur la lune et trajectoire terre-lune-terre ; 75 exemplaires numérotés, Monnaie de Paris, 1970.

### Estampes
- José Charlet (préface de Robert Ganzo), 12 lithographies en portfolio cartonné, 190 exemplaires numérotés et signés par l'artiste au colophon, imprimerie Lucien Détruit, 1948.

### Écrits
- José Charlet, « U.S.A. et esprit moderne », Melpo - Bulletin de la Grande Masse de l'École nationale supérieure des beaux-arts, Librairie du Bassin éditeur, 1945-1946.
- José Charlet, « Paris biologique », L'Architecture d'aujourd'hui, n°138, juin-juillet 1968.
- José Charlet, « Eero Saarinen (1910-1961) », bulletin Le Club français de la médaille, n°51-52, 1976, pp. 62-67.
- José Charlet, « Henry Van de Velde (1863-1957) », bulletin Le Club français de la médaille, n°58, 1978, pp. 168-172.
- José Charlet (sous la direction de Michel-Antoine Boyer), Sculptures dans la ville, éditions de la Direction de l'urbanisme et des paysages, Paris, 1980[9].

## Expositions

### Expositions personnelles
- José Charlet - Peintures, Galerie Stravinsky, Los Angeles, 1946.
- José Charlet - Peintures, Galerie Scarlett, Paris, 1947.
- José Charlet - Peintures, Galerie de Brau, Philadelphie, 1948.
- José Charlet - Sculptures, Galerie Michel Warren, Paris, mars 1955[10].
- Galerie Goldschmidt, Paris, 1960.
- José Charlet - Peintures, sculptures, dessins, Galerie de l'Université, Paris, 1963, avril 1967[11], 1971.
- Galerie Max Kaganovitch, Paris, octobre-novembre 1982.

### Expositions collectives
- Salon de la Jeune sculpture, Paris, à partir de 1955[5],[12].
- Salon des réalités nouvelles, Paris, à partir de 1957[5].
- Sculpture champêtre - Exposition internationale de sculpture contemporaine, jardin de l'American Artists' Center, 261 boulevard Raspail, Paris, juin-juillet 1963[13].
- Sculptures dans l'architecture, Centre de sculptures contemporaines, Paris, 1973.
- Jeune sculpture, Copenhague, 1973.
- Exposition internationale de la médaille, Helsinki, 1973.
- Quatorze artistes dans l'Ain, Musée départemental des pays de l'Ain, Bourg-en-Bresse, 1974.
- André Bouler, José Charlet, Éliane Diverly, Elvire Jan, Germaine Lacaze, Galerie Max Kaganovitch, Paris, 1982.

## Réception critique
- « Sculpteur demi-abstrait, stylisé et subtil, Charlet est parfaitement maître de sa matière, en l'occurrence le bois et le bronze. Dans ses sculptures en bois - acrobates, maternités, compositions allégoriques, etc. - il se préoccupe surtout du rapport harmonieux des plans, des lignes et des volumes, ces derniers souvent allégés par des vides. Dans ses bronzes, il est plus fermé, plus massif. Soulignons encore le fini de chaque œuvre. » - S. B., revue Arts[10]
- « Architecte, José Charlet est aussi peintre et sculpteur ; Pas à ses moments perdus. Il s'astreint au contraire à ménager un temps régulier pour une activité qu'il tient pour essentielle, d'autant qu'elle fut sa première passion à laquelle il se destinait tout entier. Sculpteur, il prend des pièces de bois, des blocs de pierre ou de marbre et les taille et les polit jusqu'à leur donner une vie singulière. Il suit le même processus dans ses dessins à l'ivoire calciné : d'une masse noire, il extirpe les modelés lumineux de nus blottis dans l'ombre. Dessin sans contours, il n'y manipule que des valeurs picturales, une matière modulée ; ombre ici, là lumière. Les dessins de José Charlet sont d'une remarquable unité. » - J. M., Le Monde[11]
- « Il sculpte l'acajou, le buis, l'ébène. Ses œuvres abstraites sont construites à partir de thèmes symboliques, qui semblent matérialiser un mouvement dans l'espace vacant. Certaines de ses sculptures sont constituées de plusieurs et différentes pièces de bois assemblées ensemble par des chevilles. » - Dictionnaire Bénézit[5]

## Collections publiques

### États-Unis
- Musée d'art moderne de New York, Taureau, sculpture.
- Ville d'Atlanta, Psyché, sculpture, 1974.

### France
- Lycée Alexis-de-Tocqueville, Cherbourg-en-Cotentin, Mouvement d'ailes d'oiseaux, sculpture, structure acier habillée de tôles de cuivre soudées, métallisées, patine vert-de-gris, portée par deux profilés en acier zingué, 450cmx500cm, 1976[14],[15].
- Ville de Nogent-sur-Marne, bas-relief, 1969.
- École nationale supérieure des beaux-arts, Paris, 18 gravures en taille-douce[16].
- Monnaie de Paris.
- Fonds national d'art contemporain, Puteaux :
  - La femme au rideau rouge, huile sur toile 65x54cm, 1946[17] ;
  - L'heure du thé, huile sur toile 81x60cm, 1949[18] ;
  - Taureau, bronze 20x38x6cm, 1955[19].